# Факультативний протокол до Конвенції про права людей з інвалідністю
Факультати́вний протоко́л до Конве́нції про права́ люде́й з інвалі́дністю — юридично обов'язкова для держав-учасниць міжнародна угода, якою встановлюється механізм подання скарг щодо порушення прав, закріплених у Конвенції про права осіб з інвалідністю.